# Bousculade d'Hathras
La bousculade d'Hathras est un drame survenu le 2 juillet 2024 lors d'un événement religieux hindou dans le district d'Hathras, dans l'Uttar Pradesh, en Inde, entraînant la mort d'au moins 120 personnes, en majorité des femmes et des enfants,,, et l'hospitalisation d'au moins 150 autres. L'incident se produit lors d'un satsang dans le village de Mughal Garhi. Les premiers rapports indiquent que plus de 15 000 personnes se sont rassemblées pour l'événement, qui n'a une capacité que de 5 000 personnes.

## Bousculade
La bousculade se produit alors que les participants quittent la salle à la fin d'un satsang qui se tient dans une tente de fortune dans le village de Mughal Garhi commémorant le dieu hindou Shiva et auquel participe un chef religieux nommé Bhole Baba alias Narayan Sakar Hari. Les premiers rapports indiquent que plus de 15 000 personnes se sont rassemblées, pour une capacité de 5 000 personnes. Un responsable déclare que l'incident s'est produit en raison d'une "forte humidité", avec une forte tempête de poussière provoquant la panique des gens. On pense que certaines des victimes tombent dans un caniveau en bord de route.
Un policier qui intervient sur les lieux décède également d'une crise cardiaque provoquée par la détresse qu'il ressent en voyant les nombreux cadavres entassés sur les lieux.

## Conséquences
Yogi Adityanath, ministre en chef de l'Uttar Pradesh, annonce une aide ex gratia (en) de 2 lakh ₹ à chacune des familles des personnes décédées et de 50 000 ₹ aux blessés. Il demande également aux autorités d'enquêter sur les causes de l'incident.
La présidente Droupadi Murmu et le premier ministre Narendra Modi expriment leurs condoléances pour la catastrophe, Modi annonçant une indemnisation de 2400 $ aux proches des morts et de 600 $ aux blessés.